# Tao Pai Pai
Taopaipai (Generaal Tao) is een personage uit de serie Dragon Ball.
Taopaipai is een zeer bekwame huurmoordenaar en de jongere broer van Master Shen. Hij is erg duur, want hij vraagt normaal tien miljard Zeni per moord.
Taopaipai is verantwoordelijk voor de dood van generaal Blue, die hij alleen met zijn tong heeft gedood. Hij is gestuurd door de Red Ribbon Army om Goku te vermoorden en de Dragon Balls te halen. Hij vangt Goku in het Land van Korin. Hij doodt gemakkelijk Bora, die eerder de Red Ribbon Army heeft tegengehouden in z'n eentje. Goku geeft meer een uitdaging, maar Taopaipai verslaat hem met de Dodonpa Techniek. Goku heeft het net overleefd, en is slechts gered door de Dragon Ball in zijn hemd. Taopaipai keert drie dagen later terug om de Dragon Ball te halen. Goku had echter tijdens de drie dagen een speciale training doorgemaakt, en blijkt veel te sterk te zijn voor Taopaipai. Taopaipai probeert Goku te doden met een granaat, maar Goku buigt het terug naar hem, die schijnbaar de moordenaar doodt.
Echter, is Taopaipai herbouwd als een cyborg door zijn oudere broer, en concurreert in de 23e World Martial Arts Tournament. Hier verslaat hij Chiaotzu op brute wijze. De volgende ronde vecht hij tegen Tien, en overtreedt de regels van het toernooi door een verborgen mes te gebruiken en op Tien's borst te snijden. Ondanks het feit dat Taopaipai gediskwalificeerd is, bleef hij vechten. Nadat Tien het mes breekt, gebruikt Taopaipai de Super Dodonpa Wave, alleen voor Tien om dit teniet te doen met een Kiai. Tien sloeg hem al snel bewusteloos, en bracht hem naar zijn oudere broer, die hem weg droeg in schande.
Taopaipai maakt nog een verschijning in Dragon Ball Z, vlak voor de Cell Games. Taopaipai is ingehuurd door een rijke man en helpt hem de lokale bevolking af te persen. Gohan komt om dit plan te stoppen en als Taopaipai verneemt dat Gohan de zoon van Goku is vlucht hij. Korte tijd later helpt hij een maffiabaas nog met het verzamelen van de Dragon Balls. Goku zoekt de Dragon Balls op dat moment ook en Taopaipai geeft hem een paar puzzeltjes om te bepalen wie de Dragon Balls mag hebben. Dat lukt Goku net op tijd en hij pakte twee Dragon Balls van Taopapai af.